# Jean Bonnard
Pour les articles homonymes, voir Bonnard.
Jean Bonnard, né le 27 février 1855 à Lausanne et mort le 30 août 1915, est un romaniste suisse.

## Biographie
Après l'école primaire, il commence des études à Strasbourg, chez Gaston Paris. Il suit les études à Zurich. Diplôme avec la thèse Le Participe passé en vieux français, il travaille chez Frédéric Godefroy à la rédaction du Dictionnaire de l'ancienne langue française et de tous ses dialectes du IXe au XVe siècle.
En 1888, il est nommé professeur de philologie romane à l'université de Lausanne.
Il est président de la commission philologique du Glossaire des patois de la Suisse romande.

## Sources
- Alain Clavien, Les Helvétistes. Intellectuels et politique en suisse romande au début du siècle, Lausanne, 1993, p. 98.